# Corozal (distrito)
Corozal é um distrito de Belize com uma área de 1.860 km², sua capital é a cidade de Corozal. No último censo realizado em 2022, a população do distrito era de 45.310 habitantes.
Além da capital, o distrito conta com 31 vilas, estas sendo: Altamira, Buena Vista, Calcutta, Caledonia, Carolina, Chan Chen, Chunox, Concepción, Consejo, Copper Bank, Cristo Rey, Estrella, Libertad, Little Belize, Louisville, Paraiso, Patchakán, Progresso, Ranchito, San Andrés, San Antonio, San Joaquín, San Narciso, San Pedro, San Román, San Victor, Santa Clara, Sarteneja, Xaibe e Yo Chen.